# John Clare
John Clare (Helpston, 13 luglio 1793 – Northampton, 20 maggio 1864) è stato un poeta inglese.

## Biografia
John fu il primo di quattro figli, due dei quali, inclusa la sorella gemella, non riusciranno a superare l'infanzia. Il padre, Parker Clare, era un trebbiatore a malapena alfabetizzato, lottatore dilettante e appassionato cantante di ballate popolari alle fiere di paese, one of fate's chancelings who drop into this world without the honour of matrimony, è figlio illegittimo e abbandonato, fin dalla nascita, dall'insegnante scozzese, John Donald Parker.
Ann Stimson, la madre di Clare, è invece di umili origini provenendo da una famiglia di pastori del vicino villaggio di Caistor, ed è del tutto analfabeta.
Il piccolo John è un bambino di debole costituzione e malaticcio, nonostante ciò è costretto ad aiutare il padre nel lavoro dei campi. Grazie ai pur miseri proventi del pesante lavoro di trebbiatura, per permettergli di esercitare il quale il padre è costretto a costruirgli un flagello in miniatura, John riesce a frequentare la scuola anche se solo per tre mesi all'anno. Inizialmente della sua educazione si occupa una anziana signora del villaggio. Successivamente, il giovane Clare si iscrive e frequenta la scuola pubblica a Glinton.
Impara quel tanto che basta per saper leggere e scrivere e, incoraggiato dal maestro, prosegue a casa le proprie letture su romanzetti da sei penny, libri economici per ragazzi come Cenerentola, Jack and the Beanstalk, Robin Hood's Garland, Zig Zag e Prince Cherry. Nel corso degli anni seguenti, quando è in grado di acquistarle sulle bancarelle di venditori ambulanti o prenderle a prestito da amici e compagni di scuola, si dedica anche ad opere più impegnative come Robinson Crusoe di Daniel Defoe, The Pilgrim's Progress di John Bunyan, Paradiso perduto di John Milton, la Bibbia e altri scritti di carattere religioso. A Glinton, Clare incontra per la prima volta Mary Joyce, figlia di un contadino benestante del luogo; la ragazza diviene subito oggetto di un amore platonico da parte del ragazzo, che si interromperà solo alla morte del padre di lei e al suo conseguente allontanamento. Mary, e il ricordo di lei, avranno una grossa influenza su tutta l'esistenza dell'autore e su molte delle sue produzioni artistiche.
Nel 1806, all'età di tredici anni, John acquista a Stamford il suo primo libro in versi, si tratta di Seasons, di James Thomson. Il fascino esercitato dalle descrizioni della natura nelle liriche di Thomson e la frequentazione assidua dell'ambiente rurale del villaggio e dei suoi dintorni, ispirano i primi esperimenti poetici di Clare. L'autore li legge ai suoi familiari, attribuendoli però ad altri autori e non alla sua mano. Durante i sette anni successivi, l'aggravarsi dei reumatismi del padre lo costringe però a rinunciare alla versificazione per dedicare gran parte del tempo ai lavori agricoli.
Nel 1812 si arruola nella milizia volontaria contro Napoleone Bonaparte, ma non avrà mai la possibilità di entrare in azione diretta contro il nemico. Negli anni seguenti si dedica a una grande varietà di impieghi: lavora per lo più come bracciante, giardiniere e mietitore nei dintorni, ma anche come fornaciaio per la calce, nel villaggio di Pickworth, nel Rutland.
È in questo periodo che conosce Martha “Patty” Turner, proveniente da una famiglia contadina di Walkherd Lodge, che diverrà la sua compagna per la vita, dopo il matrimonio del 1820; data che coincide anche con la nascita della prima di una numerosa prole di otto figli.

## Prime pubblicazioni
Il 16 gennaio 1820 John Taylor (già editore di Charles Lamb, John Keats e del celebre London Magazine) pubblica i Poems Descriptive of Rural Life and Scenery(Poesie descrittive di vita e scene rurali). Il primo volume a stampa di Clare attrae immediatamente l'attenzione della Critica letteraria e conosce un ampio successo tra il pubblico, viene stampato in più di tremila copie e in quattro edizioni tra il 1820 e il 1821.
Così, all'epoca del suo primo viaggio a Londra il "Northamptonshire peasant Clare è già affiancato ai più importanti personaggi della vita letteraria del momento come Charles Lamb, John Keats, William Hazlitt, Thomas De Quincey e Sir Joshua Reynolds. Conosce e diviene amico anche di editori e mecenati come John Taylor, l'ammiraglio Lord Radstock, Eliza Louisa Emmerson e James Montgomery, che lo aiuteranno e sosterranno in seguito attraverso i lunghi anni della malattia e del bisogno.
Ma la celebrità è di breve durata, i tre libri successivi: The Village Ministrel and Other Poems (Il menestrello del villaggio) del 1821, The Shepherds Calendar, with Village Stories and Other Poems (Il calendario del pastore) del 1827 e The Rural Muse (La musa rurale) del 1835; saranno accolti dalla critica e dal pubblico con crescente disinteresse e dal punto di vista editoriale saranno un fallimento.
Dalle lettere di Clare di questo periodo emerge la sua costante apprensione per l'insuccesso dei propri lavori; il disappunto e il sentimento di umiliazione, che nascono quando si rende conto di non essere più in grado di provvedere alle esigenze della numerosa famiglia né con il lavoro di agricoltore né attraverso i proventi dei propri scritti, si fanno strada in lui e prendono gradualmente il controllo della sua mente.
Dal 1824 il poeta inizia ad accusare forti dolori alla testa. In quello stesso anno, alla sua terza visita a Londra, si ferma come ospite prima presso l'editore John Taylor e poi nella villa della facoltosa mecenate Eliza Louisa Emmerson per avere la possibilità di sottoporsi alle cure del dottor Darling. Trascorre così due mesi, e ritorna a Helpston risollevato, se non del tutto ristabilito.

## Gli anni della maturità
Gli anni tra il 1825 e il 1830 sono cruciali. Dopo il fallimento di The Village Ministrel and Other Poems, l'editore John Taylor offre a Clare un ampio spazio sulla sua rivista The Student's Journal, sulla quale pubblicare le proprie osservazioni personali e altri articoli di argomento naturalistico.
Sempre su invito dell'editore, dal 1821 al 1828 Clare lavora ad una serie di scritti e frammenti di carattere autobiografico che saranno pubblicati nel 1831 con il titolo Sketches in the Life of John Clare. Spesso sopravvalutati nel loro valore cronachistico, dimostrano piuttosto la chiara conoscenza da parte dell'autore della cultura letteraria del suo tempo e di modelli del genere biografico come James Boswell e John Aubrey. Sono anche gli anni degli Essays, riflessioni estetiche e saggi brevi di carattere spesso moralistico, attraverso i quali già traspare il senso di colpa dello scrittore che sta maturando la consapevolezza di non essere in grado di guadagnare a sufficienza per il sostentamento della numerosa famiglia.
Prende forma in Clare in questi anni quella che sarà la vena poetica caratteristica di tutta la sua produzione: l'interesse esclusivo per quella che possiamo definire come poesia della natura, la fedeltà della sua visione alla esperienza diretta della vita di campagna e la capacità di catturare nei suoi versi i modi espressivi tipici del mondo rurale.
Nel contempo lavora però alacremente a una satira, The Parish – A Satire, che descriva con energia la corruzione di un villaggio della campagna inglese agli inizi del XIX secolo. Scritta e finished under the pressure of heavy distress with embittred feelings under a state of anxiety & oppression almost amounting to slavery  poco dopo la fine del 1824, non vedrà mai un'edizione a stampa prima della morte dello scrittore.
John Taylor dimostra chiaramente scarso entusiasmo alla prospettiva di pubblicare ulteriori lavori di Clare. The Shepherds calendar, with Village Stories and Other Poems, diario lirico dell'anno agricolo scritto dal punto di vista di un contadino, vede la luce nel 1827 ma venderà solamente quattrocento copie. All'autore non rimane che rinunciare all'idea di comporre versi a tempo pieno e tornare al lavoro dei campi.
All my anxiety dwells upon that independence of mind that I hope to arrive at by using the means that are my own & freeing myself of obligations that burthen & oppress me… my whole ambition is to arrive at the climax when I can say I owe no man a shilling & feel that I can pay my way
Le preoccupazioni economiche per l'indipendenza e la sicurezza della propria famiglia occupano sempre più spesso gli scritti di Clare; in particolare è accesa la sua critica del sistema delle enclosures, le recinzioni degli ampi spazi aperti della campagna inglese autorizzate sin dal XVI secolo a favore dei grossi proprietari terrieri. Il fenomeno, particolarmente massiccio tra il 1820 e il 1840, privò molti contadini del proprio sostentamento e li costrinse a trasformarsi in braccianti al servizio dei latifondisti o in operai nelle fabbriche cittadine.
Il Reform Act del 1832 modifica poi il sistema elettorale fino a quel momento basato sul censo e dunque a vantaggio dei grandi proprietari terrieri, e aumenta il peso politico degli industriali e del mondo cittadino a danno di quello rurale. Proprio nello stesso anno la famiglia Clare è costretta ad abbandonare la modesta proprietà a Helpston, per trasferirsi a Northborough in una abitazione di recente costruzione fornita gratuitamente da un ricco e generoso mecenate, il conte Fitzwilliam.
Il quarto libro di Clare, The Rural Muse, viene pubblicato nel 1835 con il differente titolo The Midsummer Cushion, per volontà dell'editore che spera con questo stratagemma di incontrare maggiormente il mutato gusto del pubblico; nonostante l'operazione, il volume passa quasi del tutto inosservato.

## La malattia
A seguito di quest'ennesima delusione, la sanità mentale abbandona il poeta che dal 1836 soffre di stati ansiosi e depressivi acuti, ed accusa sempre più frequenti e gravi perdite di memoria.
Riemerge il ricordo della compagna di giochi dell'infanzia, e prima grande illusione d'amore, Mary Joyce. In Clare nasce l'idea fissa che sia lei la sua prima moglie, relegando così ad un ruolo di secondo piano la leale e pratica Patty, con la quale è invece legalmente sposato.
La forte ammirazione per il padre, che era un lottatore dilettante, spinge poi Clare a dichiararsi talvolta pugile o appunto, lottatore. Si spinge anche ad assumere pubblicamente l'identità di sportivi famosi del momento, come Jack Randall, Tom Spring o Ben Caunt. Un processo di identificazione analogo lo porta anche ad affermare di conoscere personalmente, di essere, o di essere stato egli stesso Lord Byron, William Shakespeare o Thomas Gray:
I'm John Clare now. I was Byron and Shakespeare formerly. At different times you know I'm different people – that is the same person with different names. 
Quest'ultima affermazione pare goda di dubbio credito dal punto di vista storico, basandosi esclusivamente su testimonianze indirette di amici e benefattori del poeta e su un certo numero di scritti dell'autore, soggetti però anche ad interpretazione metaforica.
Ad ogni modo, nel 1837 Clare accetta di diventare paziente volontario della casa di cura per malattie mentali di High Beech, nei pressi della Epping Forest; la retta è pagata al direttore dottor Matthew Allen grazie agli sforzi congiunti dell'editore John Taylor e della mecenate Eliza Louisa Emmerson. Si tratta di una situazione sia di confino, sia di ricovero: le condizioni di vita del paziente sono umane, al poeta viene concesso di fare lunghe passeggiate nelle campagne circostanti la clinica e viene incoraggiato a proseguire nella composizione dei suoi versi.
Risale a questo periodo l'inizio della stesura di due lunghi poemi, Don Juan e Child Harold or Prison Amusements, byroniani solo nel titolo, che offrono forse più materiale allo studioso dei disturbi mentali che al critico letterario. I due componimenti verranno rimaneggiati fino al 1841 e quindi abbandonati incompleti, non saranno mai proposti al pubblico durante la vita dell'autore.
Nel 1841 Clare decide di abbandonare la clinica di High Beech ed evade i suoi jailors called keepers, percorrendo a piedi e senza cibo le novanta e più miglia che lo separano dalla casa a Northborough, nel Northamptonshire. Il viaggio dura quasi quattro giorni e l'autore ne esce stremato, ma non appena ritorna alla tranquillità della propria abitazione trova già le forze necessarie per iniziare la cronaca della sua fuga, The Journey out of Essex, dedicando l'impresa a “Mary Clare”, alla quale si rivolge definendola sua amata moglie.
Il 28 dicembre del 1841 John Clare viene prelevato a viva forza dall'abitazione a Northborough. Offre forte resistenza, ma è ugualmente confinato nel Northampton General Lunatic Asylum, di recente costruzione, che lo ospiterà sino alla morte. Viene affidato a cure specialistiche e la retta viene anche questa volta versata da uno degli amici e protettori del poeta, Lord Fitzwilliam.
I dottori Thomas Tennet e Russel Brown, che si occupano dello stato di salute mentale di Clare nei successivi venti anni, definiscono come ciclotimica la condizione del paziente. Il temperamento del poeta alterna con frequenza innaturale periodi di depressione e di euforia, momenti di attività e di inattività, emergono preoccupate riflessioni di carattere religioso e moralistico, sui concetti di Verità e di perseveranza nella Fede.
Fino al 1850 circa, fa parte della terapia consentire al paziente ampie passeggiate all'interno dei terreni di proprietà della clinica e incoraggiarlo a scrivere: l'immagine del poeta contadino lascia gradualmente spazio a quella di poeta pazzo:
they have cut off my head, and picked out all the letters of the alphabet – all the vowels and consonants – and brought them out through my ears; and then they want me to write poetry! I can't do it.
Nonostante le numerose delusioni e rinunce, la Fede religiosa e le meditazioni su di essa e sul suo significato continuano a sostenere Clare fino alla morte, che lo coglie naturalmente il 20 maggio del 1864, nella casa di cura di Northampton, all'età di settant'anni.

## Ultima raccolta di versi
William F. Knight, l'amministratore della casa di cura che si occupa di copiare e riordinare le oltre ottocento pagine di quelli che saranno pubblicati poi postumi come The Later Poetry of John Clare: 1837-1864, è ottimista e propone a numerosi editori il piano di quello che sarebbe stato il quinto volume di versi del poeta, ma ottiene solamente rifiuti.